# Bigode

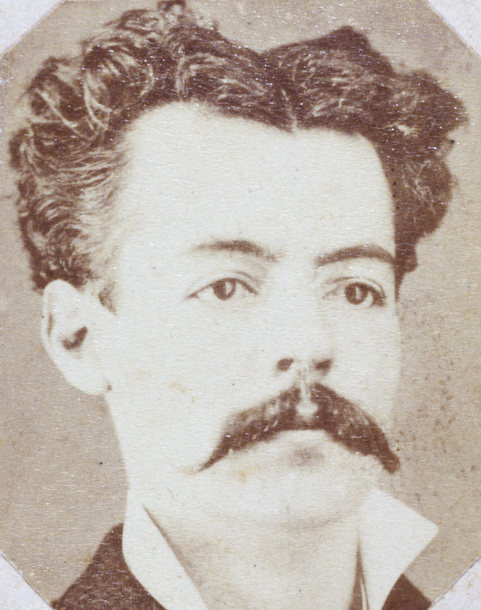
Estilo de bigode em 1878, foto de Militão Augusto de Azevedo, Museu Paulista.

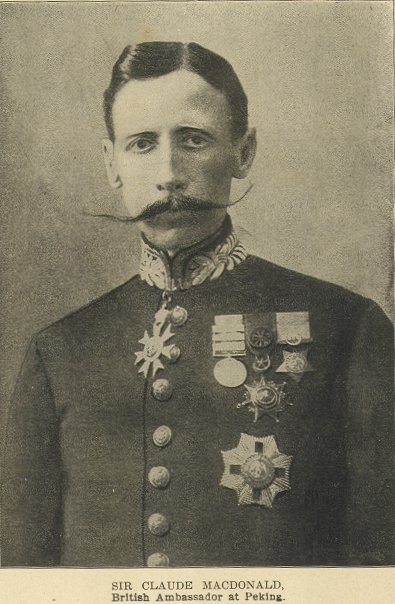
Sir Claude Macdonald, um diplomata britânico, possuía um bigode pouco convencional.

Bigode é o conjunto de pêlos faciais que crescem acima do lábio superior e sob o nariz. Os bigodes foram usados em vários estilos ao longo da história. Desde a antiguidade, o uso de bigodes, como, barbas, refletia uma ampla variedade de costumes, crenças religiosas e gostos pessoais. Era comum no passado não haver distinção entre um bigode ou outro pelo facial, como a barba, e eram geralmente usados juntos. No entanto, artefatos egípcios mostram um bigode delineado, sem barba.
Através da história, controvérsias surgiram sobre o bigode. Quando o estilo sem barba era considerado mais estiloso, barba e bigode eram considerados excêntricos e frequentemente, eram raspados por força de lei. Em 1447, um ato inglês foi decretado forçando os homens a raspar o lábio superior, mas, 400 anos depois, soldadores ingleses foram proibidos de raspar seu lábio superior.

## Etimologia
A palavra "moustache" do inglês, tem origem francesa e deriva do italiano mustaccio (século XIV), dialetal mostaccio (século XVI), do latim medieval mustacchium (século VIII), do grego medieval μουστάκιον ( moustakion ), atestado no século IX, que em última análise, origina-se como um diminutivo do grego helenístico μύσταξ ( mustax , mustak- ), que significa "lábio superior" ou "pêlos faciais", provavelmente derivado do grego helenístico μύλλον ( mullon ), "lábio".
Os enormes bigodes que os povos germânicos usavam na Idade Média atraíram a atenção dos habitantes da Península Ibérica , bem como os juramentos que aqueles bárbaros proferiam. Com frequência incomum, os alemães exclamavam "bei Gott" ("por Deus" em português), o que mais do que um juramento de honra era uma mera interjeição. Sem entender o que significavam essas palavras, os ibéricos passaram a chamar de "bigode" os homens que usavam bigode até que, com o tempo, a palavra mudou e passou a designar o apêndice labial. Por outro lado, a palavra bigode foi introduzida no português através do termo francês "moustache". O termo fio do bigode vem do alemão “Bei Gott” que significa “por Deus” e é usado em juramentos. Sem que entendessem seu significado, os ibéricos apelidaram os bigodudos alemães de bigod. Aportuguesada a palavra traduz esse apêndice peludo de variadas formas, tamanhos, estilos etc que vários seres masculinos se predispõem a usar.

## O que é Bigode Chinês?
Bigode Chinês é uma linha de expressão conhecida como sulco nasogeniano. Ele é um dos sinais do envelhecimento mais comuns depois dos 30 anos, pois é quando a pele começa a perder o colágeno, causando assim a flacidez, além disso essas marcas aparecem devido à perda natural de gordura da região, que se estende desde o fim das narinas até os cantos da boca. 